# Gazownia na Woli
Gazownia na Woli – dawny zakład produkcji gazu należący do Gazowni Miejskiej m.st. Warszawy, znajdujący się przy ul. Kasprzaka 25, w dzielnicy Wola w Warszawie.

## Historia
W 1856 Komitet Gazowy podpisał z Niemieckim Kontynentalnym Towarzystwem Gazowym w Dessau umowę koncesyjną na budowę gazowni. Wynikiem zawarcia umowy jako pierwsza była gazownia przy ul. Ludnej na Powiślu. W latach 1886–1888 zbudowano znacznie większą gazownię przy ul. Dworskiej (obecna ul. Kasprzaka), z dostępem do bocznic kolejowych. W 1892 uruchomiono przy niej destylarnię smoły. 
W 1925 gazownia stała się własnością miasta, które utworzyło spółkę pod nazwą Gazownia Miejska m.st. Warszawy.
W czasie obrony Warszawy we wrześniu 1939 roku, po pożarze 8 września w wyniku niemieckiego nalotu jednego ze zbiorników z gazem, przerwano dostawy gazu dla miasta.
W roku 1970 gazownia zakończyła produkcję gazu z węgla, po czym do roku 1978 wytwarzany był gaz miejski jako produkt mieszania gazu ziemnego z gazem z rozkładni. Od roku 1978 w Warszawie dostarczany jest tylko gaz ziemny.
W skład zespołu dawnej Gazowni, położonego między ulicami Kasprzaka i Prądzyńskiego, wchodzą: budynki produkcyjne, dwa budynki, w których znajdowały się zbiorniki na gaz, wieża ciśnień, remiza strażacka, wozownia, a także budynki biurowe i mieszkalne. Jest on zarządzany przez Polskie Górnictwo Naftowe i Gazownictwo (z wyjątkiem dwóch budynków, w których znajdowały się zbiorniki na gaz, będące własnością prywatną).
W latach 1975 i 2005 zachowane obiekty wchodzące w skład zespołu gazowni zostały wpisane do rejestru zabytków.
W dawnym budynku aparatowni i tłoczni gazu, która wiele lat temu służyła sprężaniu gazu i przesyłaniu go kolektorami do odbiorców, działa Muzeum Gazowni Warszawskiej. Zostało ono otwarte w 1977, w związku z jubileuszem 120-lecia Gazowni Warszawskiej, a 13 października 2022 otwarte ponownie, po modernizacji.

## Galeria

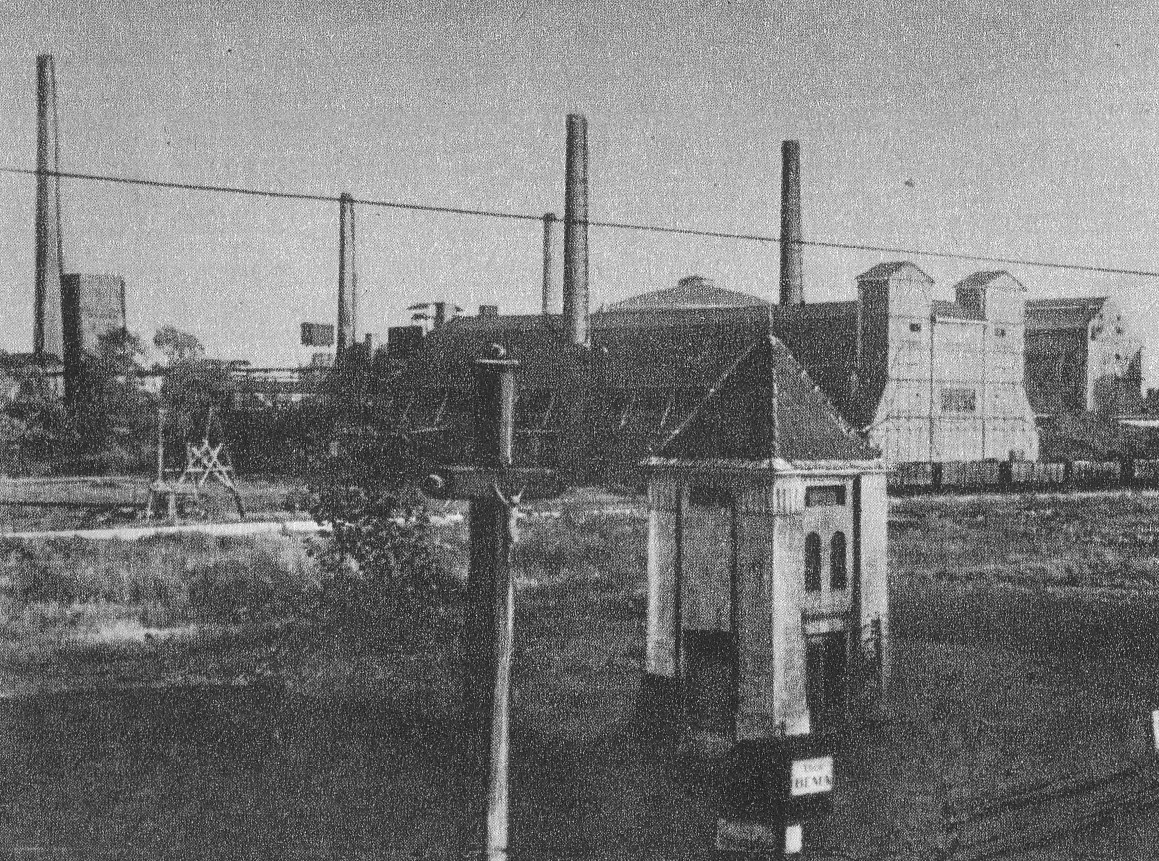
Gazownia w 1932
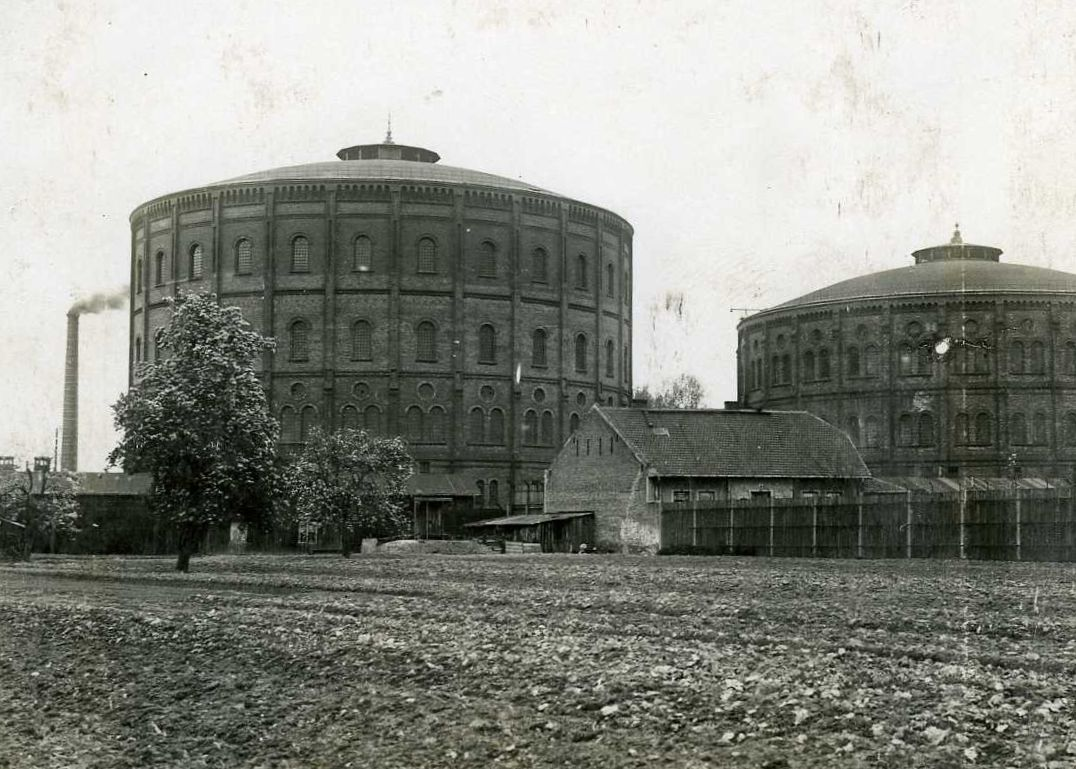
Zbiorniki na gaz ok. 1926
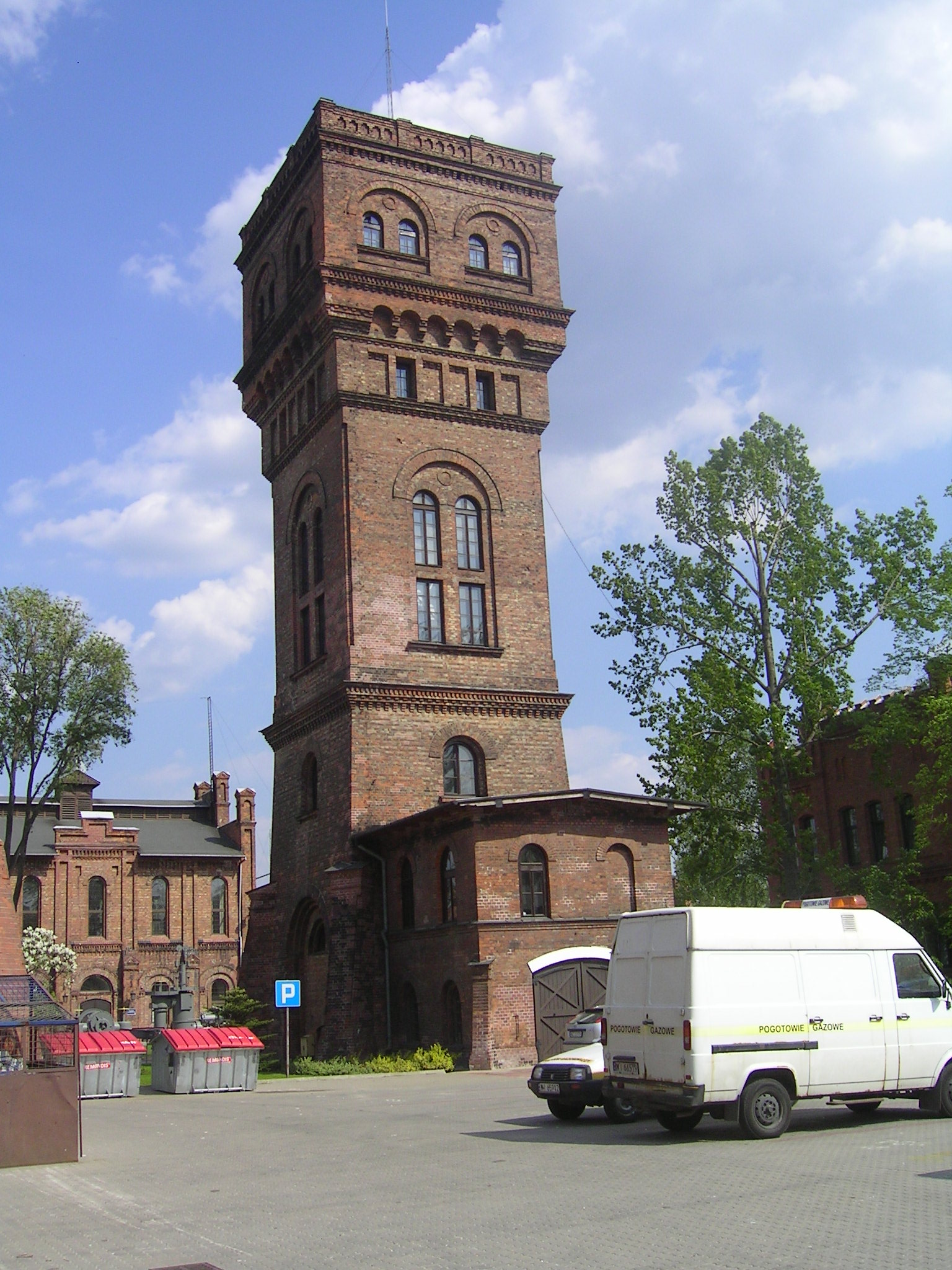
Wieża ciśnień
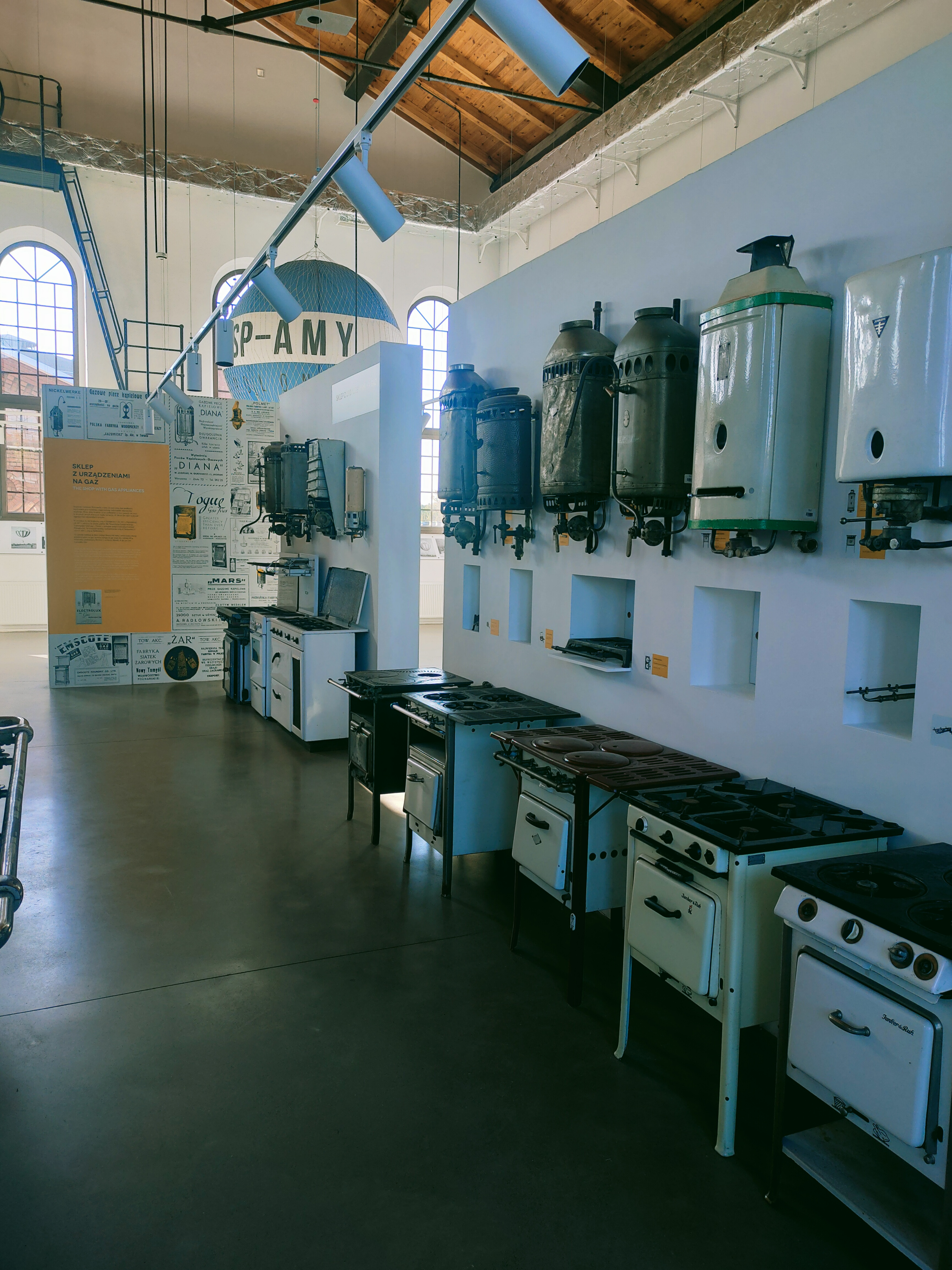
Fragment wystawy stałej w Muzeum Gazowni Warszawskiej